# Real Academia de Ciencias Morales y Políticas

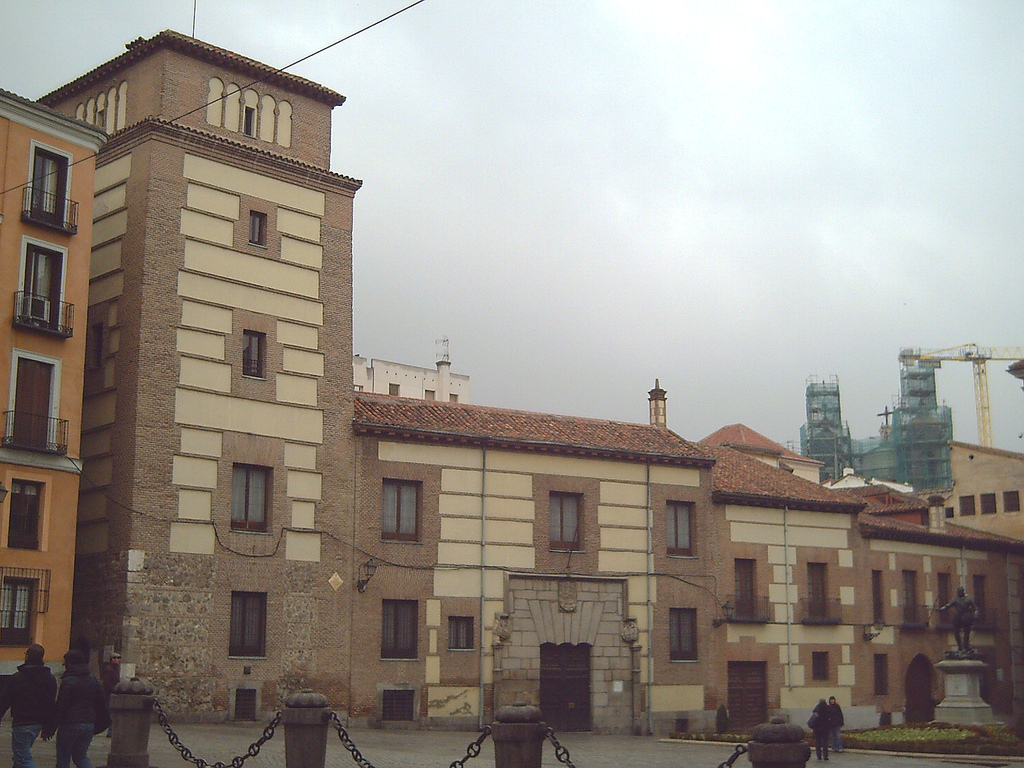
Gebäude der Akademie in Madrid

Die Real Academia de Ciencias Morales y Políticas (RACMP, deutsch in etwa: Königliche Akademie der sittlichen und politischen Wissenschaften) ist die nationale Akademie der Wissenschaften Spaniens im Bereich der Geistes- und Gesellschaftswissenschaften. Sie wurde am 30. September 1857 gegründet und hat ihren Sitz in Madrid. Die Akademie gliedert sich in Sektionen für Philosophie, Politik- und Rechtswissenschaften, Soziologie sowie Wirtschaftswissenschaften.
Die Akademie verfügt in ihren weitläufigen Räumen über eine professionell betreute Präsenzbibliothek von 120.000 Bänden, die laufend ergänzt wird. Sitz der Akademie ist das in Alt-Madrid gelegene ehrwürdige Casa y Torre de los Lujanes, Plaza de la Villa 2.

## Aufgabe
Als ordentliche und korrespondierende Mitglieder vereinigt diese seit Mitte des 19. Jahrhunderts bestehende Akademie herausragende Wissenschaftler und Gelehrte, die durch ihre Forschungen zum Fortschritt der Erkenntnis und zur Erweiterung des Wissens in ihren jeweiligen Disziplinen entscheidend beigetragen haben. Die Akademie versteht sich als Stätte des interdisziplinären Austauschs über Methoden und Ergebnisse von Forschungsarbeiten, als Laboratorium neuartiger Forschungsideen und kreativer Wissenschaftlichkeit sowie als permanentes Forum des kritischen Diskurses über Gegenwarts- und Zukunftsfragen der spanischen Gesellschaft. Ziele der Akademie sind die Erschließung und Bewahrung des geistig kulturellen Erbes des Landes, die Anregung und nachhaltige Förderung innovativen Denkens auf den Wissensgebieten von Ethik, Politik, Wirtschaft und Recht sowie die öffentliche Information über den aktuellen Stand und die Tendenzen der gesellschaftswissenschaftlichen Entwicklungen in Spanien.
Analog zur Real Academia de Ciencias Morales y Políticas besteht für den Bereich der Mathematik und Naturwissenschaften die Real Academia de Ciencias Exactas, Físicas y Naturales.

## Geschichte
Gegründet wurde die Akademie durch Königlichen Erlass vom 30. September 1857 in der Zeit der Regentschaft der Königin Isabella II von Spanien. Heute besteht die Sozietät aus 44 ordentlichen Mitgliedern und 50 spanischen und ausländischen korrespondierenden Mitgliedern. Die ordentlichen Mitglieder treten wöchentlich zu einer Plenarsitzung zusammen. Die Sektionsausschüsse Philosophie, Politik und Recht, Sozial- und Wirtschaftswissenschaften tagen im monatlichen Rhythmus. Das Programm der Akademie umfasst regelmäßige Vortragsveranstaltungen, Preisverleihungen für herausragende Forschungsleistungen, Kontakt und Austausch mit wissenschaftlichen Akademien des Auslands, namentlich Südamerikas, und die Publikation von wissenschaftlichen Monographien. Alle Tätigkeiten der Akademie werden in den jährlich erscheinenden Anales dokumentiert.

## Bekannte Mitglieder
In der Geschichte der Akademie haben viele Mitglieder übernationale Berühmtheit erlangt, wie u. a. die Politiker und Juristen Francisco Martínez de la Rosa, Antonio Alcalá Galiano, Antonio Cánovas de Castillo, Jlián Besteiro und die Sozialphilosophen Antonio Cavanilles, Marcelino Menéndes y Pelayo, José Ortega y Gasset, Joaquin Ruiz-Giménez und Salvador de Madariaga.
Präsident der Akademie ist zurzeit S.E.Marcelino Oreja Aguirre, Marqués de Oreja.